# 김원준 (아이스하키 선수)
김원준(金沅俊, 1991년 5월 4일~)은 대한민국의 아이스하키 선수로 포지션은 수비수이다. 현재 아시아리그 아이스하키의 HL 안양에서 활동하고 있다. 대한민국 국가대표팀의 일원으로 2018년 동계 올림픽에 참가했고, 아시안 게임에서 은메달 1개를 획득했다.